# Gaston, Duce de Orléans
Gaston Jean-Baptiste al Franței, Duce de Orléans (25 aprilie 1608 - 2 februarie 1660), a fost al treilea fiu al regelui Henric al IV-lea al Franței și al soției sale Maria de Medici. Ca fiu al regelui, era Fiu al Franței și pentru că era următorul frate supraviețuitor al regelui era denumit la curte Monsieur .

## Biografie
Gaston al Franței s-a născut la castelul Fontainebleau la 4 aprilie 1608 și a primit la naștere titlul de duce de Anjou. În 1626, cu ocazia căsătoriei sale cu tânăra ducesă de Montpensier, el a primit (împreună cu titlurile) ducatele Orléans, Chartres și Blois.  A fost moștenitor al tronului Franței de la moartea fratelui său Nicolas Henri în 1611 până la nașterea primului fiu al fratelui său mai mare în 1638. 
În 1643, la moartea fratelui său, regele Ludovic al XIII-lea, Gaston a devenit locotenent-general și a luptat împotriva Spaniei la frontierele de nord ale Franței; el a fost numit duce de Alençon în 1646.

## Copii
Prima căsătorie a lui Gaston a avut loc la 6 august 1626, la Nantes cu Marie de Bourbon, Ducesă de Montpensier (1605-1627), fiica și moștenitoarea lui Henric de Bourbon, Duce de Montpensier. La nouă luni după căsătorie s-a născut o fiică și câteva zile mai târziu, Marie a murit. Fiica lor a fost:
- Anne, Ducesă de Montpensier (1627–1693), Mademoiselle de Montpensier, viitoarea Grande Mademoiselle, (pentru a o distinge de Mademoiselle, fiica lui Monsieur, fratele lui Ludovic al XIV-lea),

A doua căsătorie a lui Gaston a avut loc la 3 ianuarie 1632, la Nancy, cu Marguerite (d. 1672), sora lui Charles IV, Duce de Lorraine. Cuplul a avut patru fiice și un fiu:
- Marguerite Louise (28 iulie 1645, Paris – 17 septembrie 1721 Paris), 
  - căsătorită la Florența pe 20 iunie 1661 cu Cosimo III de Medici, Mare Duce de Toscana (separată în 1675).
- Élisabeth Marguerite (26 decembrie 1646, Paris – 17 martie 1696, Versailles), ducesă de Alençon, 
  - căsătorită la Saint-Germain-en-Laye pe 15 mai 1667 cu Louis Joseph, Duce de Guise.
- Françoise Madeleine (13 octombrie 1648, Saint-Germain-en-Laye – 14 ianuarie 1664, Torino), 
  - căsătorită la Louvre (4 martie 1663) cu Charles Emmanuel II de Savoia, fără copii.
- Jean Gaston (17 august 1650, Paris – 10 august 1652, Paris), duce de Valois; a murit la aproape doi ani.
- Marie Anne d'Orléans (9 noiembrie 1652 – 17 august 1656); a murit la trei ani

#### Copii nelegitimi
Cu Marie Porcher:
- Marie bastardă de Orléans 1 ianuarie 1631, Paris.

Cu Louise-Roger de La Marbelière:
- Jean Louis bastard de Orléans, conte de Charny, (1638-1692).